# Línea 267 (Santa Fe Provincia)
La línea 267 (línea 33/9) de permiso precario provincial de Santa Fe es una línea de transporte público de pasajeros interurbana con recorrido entre las ciudades de Rosario, Pérez y Zavalla, Argentina. El servicio está actualmente operado por el grupo empresario Rosario Bus desde marzo de 2017.

## Recorrido
Partiendo desde la Plaza Sarmiento, recorre Rosario (saliendo de la ciudad por Av. Perón), continuación Ruta Nacional 33 a Pérez, para terminar en Zavalla (Facultad de Agronomía). Debido a severas anomalías en el servicio y tras un severo accidente en la Ruta Nacional 33, desde el gobierno de la provincia de Santa Fe se le retiró la prestación del servicio.

## Prestatarias
Anteriormente el servicio de la línea 267 era explotado por la empresa Metropolitana, luego de suceder a la empresa Manuel Belgrano, la primera prestataria de todas.

## Recorridos
Servicio diurno y nocturno.
|  |  | KBHFa |

|  |  | KBHFa |

|  |  | KBHFe |